# Georgsmedaille (Russland)
Die Georgsmedaille war eine Auszeichnung des Russischen Zarenreiches.

## Geschichte
Die Medaille wurde am 10. August 1913 gestiftet, stand aber in der Tradition vorheriger Verdienstmedaillen, die bereits 1878 gestiftet worden waren. Sie hatte vier Klassen und war für die Auszeichnung von Mannschaften und Unteroffizieren gedacht, die in Kriegs- oder Friedenszeiten militärische Verdienste erworben hatten, die gemäß Statut nicht für die Verleihung des Georgskreuzes berechtigten. 
Im Gegensatz zum Georgskreuz konnte sie auch an Zivilisten und Sanitäter verliehen werden. Zudem wurde sie an einige adelige Frauen und Männer verliehen.

## Aussehen
Wie das Georgskreuz wurde die Medaille am Band des Orden des Heiligen Georg getragen und diesem zugerechnet. Die I. und II. Klasse waren aus Gold, die III. und IV. Klasse aus Silber. Die I. und III. Klasse waren jeweils zusätzlich durch eine Schleife gekennzeichnet. Das Bildnis des Monarchen auf der Vorderseite wurde 1917 durch ein Bildnis des Hl. Georg ersetzt. Auf der Rückseite war der Schriftzug „Für Tapferkeit“, die Verleihungsnummer und die Klasse der Medaille zu lesen.

## Träger der Georgsmedaille
siehe: Kategorie:Träger der Georgsmedaille
1. ↑  Георгиевская медаль. 4. März 2016, archiviert vom Original am 4. März 2016; abgerufen am 13. Juli 2024.  Info: Der Archivlink wurde automatisch eingesetzt und noch nicht geprüft. Bitte prüfe Original- und Archivlink gemäß Anleitung und entferne dann diesen Hinweis.
2. ↑  Дуров В.А. "Георгиевская медаль в годы Первой мировой войны". Abgerufen am 13. Juli 2024.
3. ↑  Комплект Георгиевских наград Феодосия Дурбалова. Abgerufen am 13. Juli 2024.